# Rush Hour
Rush Hour (bra: A Hora do Rush; prt: Hora de Ponta) é um filme estadunidense de artes marciais e comédia de ação lançado em 1998, dirigido por Brett Ratner e estrelado por Jackie Chan e Chris Tucker, como o Inspetor Lee e Detetive Carter; respectivamente. O sucesso vindouro da franquia o levou a garantir duas sequências, Rush Hour 2 (2001) e Rush Hour 3 (2007).

## Elenco
- Jackie Chan como Detetive Inspetor Yang Naing Lee (brevemente dublê por Robert Wong)
- Chris Tucker como Detetive James Carter (dublê por Mark Hicks, Wayne Johnson e Jalil Jay Lynch)
- Tom Wilkinson como Thomas Griffin/Juntao
- Tzi Ma como Cônsul Solon Han
- Ken Leung como Sang
- Elizabeth Peña como Detetive Tania Johnson
- Mark Rolston como Agente Especial do FBI Responsável por Warren Russ
- Rex Linn como Agente do FBI Dan Whitney
- Chris Penn como Clive Cod
- Philip Baker Hall como Capitão William Diel
- Julia Hsu como Soo Yung Han (dublê por Jane Oshita)
- John Hawkes como Stucky
- Clifton Powell como Luke
- Kevin Lowe como Agente do FBI
- Billy Devlin como Agente do FBI no edifício
- Barry Shabaka Henley como Bobby
- Christine Ng como comissária de bordo (como Christine Ng Wing Mei)
- George Cheung como motorista de Soo Yung
- Norman D. Wilson como jogador de cartas (não creditado)
- Stephen Blackehart como Capitão da SWAT (não creditado)

### Homens de Juntao
- Chan Man-ching (como Man Ching Chan)
- Andy Cheng (como Andy Kai Chung Cheng)
- Stuart W. Yee (como Stuart Yee)
- Nicky Li (como Nicky Chung Chi Li)
- Ken Lo (como Kenneth Houi Kang Low)
- Mars (não creditado)
- Kwan Yung (não creditado)
- William Tuan (não creditado)
- James Lew (não creditado)
- Johnny Cheung (não creditado)
- Will Leong (não creditado)

## Recepção
Rush Hour estreou como número 1 nas bilheterias da América do Norte com um bruto fim de semana de US$ 33 milhões em setembro de 1998. Rush Hour arrecadou mais de US$ 244 milhões em todo o mundo, tornando o filme foi um sucesso de bilheteria. O filme recebeu críticas positivas dos críticos. Roger Ebert elogiou tanto Jackie Chan, por suas seqüências de ação de entretenimento sem o uso de dublês, e Chris Tucker, por seus atos cômicos do filme, e como eles formaram uma dupla cômica eficaz. O filme possui atualmente um índice de aprovação de 61% no Rotten Tomatoes, apenas o suficiente para uma classificação de "Fresh". Ele também possui uma classificação de 7/10 no IMDb, resultado de enquete com mais de 287 mil participações. O filme foi visto em um total de 2.638 cinemas. Fez US$ 54.123.698 no aluguel de filmes (EUA).

## Sequências
A sequência Rush Hour 2, foi lançado em 2001, que foi definido principalmente em Hong Kong. O terceiro filme, Rush Hour 3, foi lançado em 10 de agosto de 2007, que foi definido principalmente em Paris. Tucker ganhou US$ 25 milhões para o seu papel no terceiro filme e Chan recebeu os direitos de distribuição do filme na Ásia. Um quarto filme da série está em negociações, e supostamente pode ser definido, em Moscou.

## Trilha sonora
A trilha sonora apresenta o single de sucesso "Can I Get A..." de Jay-Z, Ja Rule e Amil, bem como as faixas de Edwin Starr, Flesh-n-Bone, Wu-Tang Clan, Dru Hill, Charli Baltimore e Montell Jordan.
1. "Never Touch a Black Man's Radio" – 0:16 (Chris Tucker)
2. "How Deep Is Your Love" – 4:10 (Dru Hill featuring Redman)
3. "Faded Pictures" - Case e Joe 3:52
4. "Can I Get A..." – 5:11 (Jay-Z, Amil & Ja Rule)
5. "Jackie Chan Kicks Ass" – 0:09 (Jackie Chan)
6. "And You Don't Stop" – 3:41 (Wu-Tang Clan)
7. "Bitch Betta Have My Money" – 3:28 (Ja Rule)
8. "Is This Weed...Cigaweed" – 0:25 (Chris Tucker)
9. "Disco" – 4:35 (Grenique)
10. "Blow Shit up...FBI Wants You" – 0:32 (Chris Tucker & Philip Baker Hall)
11. "Impress the Kid" – 4:11 (Slick Rick)
12. "If I Die Tonight" – 4:51 (Montell Jordan, Monifah & Flesh-n-Bone)
13. "Glad That We Loved" – 4:44 (Jon B.)
14. "I'll Be on a Big FBI Case" – 0:06 (Chris Tucker)
15. "Terror Squadians" – 5:03 (Terror Squad)
16. "Please Tell Me You Speak English..." – 0:12 (Chris Tucker)
17. "Way Too Crazy" – 4:25 (Tray Deee, Jayo Felony & Daz Dillinger)
18. "N.B.C." – 4:02 (Charli Baltimore, Cam'ron & Noreaga)
19. "You'll Never Miss Me ('Til I'm Gone)" – 4:32 (Terry Dexter)
20. "Nasty Girl" – 3:44 (Kasino, Simbi Khali & Nite & Day)
21. "No Love" – 4:12 (Imajin)
22. "I'm Michael Jackson, You're Tito" – 0:17 (Chris Tucker & Jackie Chan)
23. "Tell the Feds" – 5:19 (Too Short)
24. "Rush Hour" – 1:17 (Lalo Schifrin)
25. "Take This Badge and Shove It" – 0:33 (Chris Tucker)

## Prêmios e indicações
- ALMA Awards 1999
  - Vencedor: Melhor Atriz em um Filme (Elizabeth Peña)

- BMI Film and TV Awards 1999
  - Vencedor: BMI Film Music Award (Lalo Schifrin)

- Blockbuster Entertainment Awards 1999
  - Vencedor: Favorita Dupla-Ação/Aventura (Jackie Chan e Chris Tucker)
  - Nomeação: Atriz Coadjuvante Favorita-Ação/Aventura (Elizabeth Peña)

- Bogey Awards (Alemanha) 1999
  - Vencedor: Bogey Awards em Prata

- Golden Screen (Alemanha) 1999
  - Vencedor: Golden Screen

- Grammy Awards 1999
  - Nomeação: Melhor Composição Instrumental Escrita para um Filme ou para a Televisão (Lalo Schifrin)

- NAACP Image Awards 1999
  - Nomeação: Melhor Ator em um Filme (Chris Tucker)

- Nickelodeon Kids' Choice Awards (Estados Unidos) 1999
  - Nomeação: Favorito Ator do Filme (Blimp Award) (Chris Tucker)

- MTV Movie Awards 1999
  - Vencedor: Melhor Dupla na Tela (Jackie Chan e Chris Tucker)[15]
  - Nomeação: Melhor Performance de Comédia (Chris Tucker)
  - Nomeação: Melhor Luta (Jackie Chan e Chris Tucker) (Para a luta contra a gangue chinesa)
  - Nomeação: Melhor Canção Filme (Jay-Z) (Por Can I Get A...)

## Home Media

### VHS
| Data de lançamento    | País           | Classificação | Publicado           | Formato | Línguagem | Legendas | REF    |
| --------------------- | -------------- | ------------- | ------------------- | ------- | --------- | -------- | ------ |
| 15 de junho de 1999   | Estados Unidos | PG-13         | New Line Home Video | NTSC    | Inglês    | Nenhum   | [ 16 ] |
| 18 de outubro de 1999 | Reino Unido    | 12            | Eiv                 | PAL     | Inglês    | Nenhum   | [ 17 ] |

### DVD
| Data de lançamento   | País           | Classifição | Publicado           | Formato | Região | Línguagem | Som          | Legendas | Notas                              | REF    |
| -------------------- | -------------- | ----------- | ------------------- | ------- | ------ | --------- | ------------ | -------- | ---------------------------------- | ------ |
| 2 de março de 1999   | Estados Unidos | PG-13       | New Line Home Video | NTSC    | 1      | Inglês    | Desconhecido | Inglês   | Relação de Aspecto: 2.35:1 (16:9)  | [ 18 ] |
| 1 de outubro de 1999 | Reino Unido    | 12          | Eiv                 | PAL     | 2      | Inglês    | Desconhecido | Inglês   | Relação de Aaspecto: 1.77:1 (16:9) | [ 19 ] |

### UMD
| Data de lançamento    | País           | Classifição | Publicado                   | Formato | Região | Línguagem | Som          | Legendas | REF    |
| --------------------- | -------------- | ----------- | --------------------------- | ------- | ------ | --------- | ------------ | -------- | ------ |
| 1 de setembro de 2005 | Reino Unido    | 12          | Eiv                         | PAL     | 2      | Inglês    | Desconhecido | Inglês   | [ 20 ] |
| 3 de janeiro de 2006  | Estados Unidos | PG-13       | New Line Home Entertainment | NTSC    | 1      | Inglês    | Desconhecido | Inglês   | [ 21 ] |

### Blu-ray
| Data de lançamento    | País           | Classificação | Publicado           | Formato | Região | Línguagem | Som          | Legendas | Notas                             | REF    |
| --------------------- | -------------- | ------------- | ------------------- | ------- | ------ | --------- | ------------ | -------- | --------------------------------- | ------ |
| 11 de outubro de 2010 | Reino Unido    | 15            | Warner Home Video   | PAL     | Livre  | Inglês    | Desconhecido | Inglês   | Relação de Aspecto: 2.40:1 (16:9) | [ 22 ] |
| 7 de dezembro de 2010 | Estados Unidos | PG-13         | New Line Home Video | NTSC    | Livre  | Inglês    | Desconhecido | Inglês   | Relação de Aspecto: 2.40:1 (16:9) | [ 23 ] |